# (32215) 2000 OG16
2000 OG16 (asteroide 32215) é um asteroide da cintura principal. Possui uma excentricidade de 0.19809300 e uma inclinação de 2.66987º.
Este asteroide foi descoberto no dia 23 de julho de 2000 por LINEAR em Socorro.